# Sid James
Pour les articles homonymes, voir James.
Solomon Joel Cohen, né le 8 mai 1913 à Johannesbourg (Afrique du Sud) et mort le 26 avril 1976 à Sunderland (Tyne and Wear, Angleterre), est un acteur britannique, connu sous le nom de scène de Sidney « Sid » James (parfois orthographié Sydney James).

## Biographie
Né de parents juifs installés en Afrique du Sud, Sid James y débute au théâtre puis s'installe vers 1946 en Angleterre, où il joue sur les planches notamment à Londres. Parmi ses pièces notables, mentionnons L'Importance d'être Constant d'Oscar Wilde (Johannesbourg, 1940) et Une Cadillac en or massif de George S. Kaufman et Howard Teichmann (Londres, 1965). Sa dernière pièce est The Mating Season de Sam Cree (en) qu'il interprète en tournée (lors d'une représentation à Sunderland le 26 avril 1976, il est victime sur scène d'une crise cardiaque, dont il meurt une heure après, à 62 ans).
Toujours sur les planches, il apparaît aussi dans des revues et comédies musicales, dont Kiss Me, Kate sur une musique de Cole Porter (Londres, 1951, avec Patricia Morison) et Wonderful Town sur une musique de Leonard Bernstein (Londres, 1955, avec Shani Wallis).
Au cinéma, il contribue à cent-seize films (majoritairement britanniques), les quatre premiers sortis en 1947. Suivent notamment De l'or en barre de Charles Crichton (1951, avec Alec Guinness et Stanley Holloway), La Marque de Val Guest (1957, avec Brian Donlevy et John Longden) et Entrée de service de Ralph Thomas (1959, avec Michael Craig et Anne Heywood).
Fait particulier, entre 1960 et 1974 (ultime prestation au grand écran), il tient le rôle principal dans dix-huit films de la série cinématographique Carry On..., dont Carry On... Up the Khyber de Gerald Thomas (1968, avec Roy Castle et Bernard Bresslaw).
À la télévision britannique, Sid James se produit dans huit téléfilms (1948-1973) et vingt-trois séries (1950-1976), dont Robin des Bois (un épisode, 1956), Citizen James (en) trente-deux épisodes, 1960-1962) et Bless This House (en) (sa dernière série, soixante-cinq épisodes, 1971-1976).

## Théâtre (sélection)
(pièces, sauf mention contraire)

### à Johannesbourg
- 1938 : Le blé est vert (en) (The Corn Is Green) d'Emlyn Williams
- 1940 : Des souris et des hommes (en) (Of Mice and Men), adaptation du roman éponyme de John Steinbeck ; L'Importance d'être Constant (The Importance of Being Earnest) d'Oscar Wilde
- 1945 : Une cloche pour Adano (A Bell for Adano), adaptation du roman de même titre de John Hersey
- 1970 : Wedding Fever de Sam Cree

### en Angleterre
(à Londres, sauf mention contraire)
- 1949 : High Button Shoes (en), comédie musicale, musique et lyrics de Jule Styne et Sammy Cahn, livret de Stephen Longstreet
- 1950 : Touch and Go, revue, musique de Jay Gorney (en), lyrics et livret de Jean (en) et Walter Kerr
- 1951 : Kiss Me, Kate, comédie musicale, musique et lyrics de Cole Porter, livret de Bella et Samuel Spewack
- 1954 : Blanches colombes et vilains messieurs (Guys and Dolls), comédie musicale, musique et lyrics de Frank Loesser, livret d'Abe Burrows et Jo Swerling
- 1955 : Wonderful Town, comédie musicale, musique de Leonard Bernstein, lyrics de Betty Comden et Adolph Green, livret de Jerome Chodorov et Joseph Fields
- 1965 : Une Cadillac en or massif (Solid Gold Cadillac) de George S. Kaufman et Howard Teichmann
- 1966 : Robinson Crusoé (Robinson Crusoe), adaptation par Harry Bright et Stanley Willis-Croft du roman éponyme de Daniel Defoe
- 1976 : The Mating Season de Sam Cree (tournée, dont Sunderland)

## Filmographie partielle

### Cinéma
(films britanniques, sauf mention contraire)
- 1947 : Il pleut toujours le dimanche (It Always Rains on Sunday) de Robert Hamer : le chef d'orchestre
- 1947 : L'Homme d'octobre (The October Man) de Roy Ward Baker : un passant sur le pont de chemin de fer
- 1949 : La Mort apprivoisée (The Small Back Room) de Michael Powell et Emeric Pressburger : « Knucksie » Moran
- 1949 : Donnez-nous aujourd'hui (Give Us This Day) d'Edward Dmytryk : Murdin
- 1950 : The Man in Black de Francis Searle : Henry Clavering / Hobson
- 1950 : Vacances sur ordonnance (Last Holiday) d'Henry Cass : Joe Clarence
- 1951 : De l'or en barres (The Lavender Hill Mob) de Charles Crichton : Lackery
- 1951 : La Boîte magique (The Magic Box) de John Boulting : le sergent
- 1952 : The Tall Headlines de Terence Young
- 1953 : Tortillard pour Titfield (The Titfield Thunderbolt) de Charles Crichton : Harry Hawkins
- 1954 : L'Île du danger (Seagulls Over Sorrento) de John et Roy Boulting : le matelot Charlie « Badge » Badger
- 1954 : Détective du bon Dieu (Father Brown) de Robert Hamer : Bert Parkinson
- 1954 : Les Belles de Saint-Trinian (The Belles of St. Trinian's) de Frank Launder : Benny
- 1955 : L'Enfant et la Licorne (A Kid for Two Farthings) de Carol Reed : Ice Berg
- 1955 : L'Autre Homme (The Deep Blue Sea) d'Anatole Litvak : un client du bar
- 1956 : The Extra Day de William Fairchild : Barney West
- 1956 : Trapèze (Trapeze) de Carol Reed (film américain) : le charmeur de serpents
- 1956 : Dry Rot de Maurice Elvey : Flash Harry
- 1956 : Whisky, Vodka et Jupon de fer (The Iron Petticoat) de Ralph Thomas : Paul
- 1957 : La Vallée de l'or noir (Campbell's Kingdom) de Ralph Thomas : Tim
- 1957 : Police internationale (Interpol) de John Gilling : Joe, le premier barman
- 1957 : Sous le plus petit chapiteau du monde (The Smallest Show on Earth) de Basil Dearden : M. Hogg
- 1957 : Le Scandale Costello (The Story of Esther Costello) de David Miller : Ryan
- 1957 : Train d'enfer (Hell Drivers) de Cy Endfield : Dusty
- 1957 : The Shiralee de Leslie Norman : Luke Sweeney
- 1957 : La Marque (Quatermass 2) de Val Guest : Jimmy Hall
- 1957 : Un roi à New York (A King in New York) de Charlie Chaplin : Johnson
- 1958 : Signes particuliers : néant (The Man Inside) de John Gilling : Franklin
- 1958 : Contre-espionnage à Gibraltar (I Was Monty's Double) de John Guillermin : le gardien de la Y.M.C.A.
- 1958 : La Blonde et le Shérif (The Sheriff of Fractured Jaw) de Raoul Walsh (film américano-britannique) : l'ivrogne
- 1958 : Je pleure mon amour (Another Time, Another Place) de Lewis Allen : Jake Klein
- 1958 : L'Ennemi silencieux (The Silent Enemy) de William Fairchild : le premier maître Thorpe
- 1959 : Entrée de service (Upstairs and Downstairs) de Ralph Thomas : le policier Edwards
- 1959 : Ni fleurs ni couronnes (Too Many Crooks) de Mario Zampi : Sid
- 1959 : Les 39 Marches (The 39 Steps) de Ralph Thomas : Perce
- 1960 : And the Same to You de George Pollock
- 1960 : Les Loustics à l'hosto (Carry On Constable) de Gerald Thomas
- 1964 : Arrête ton char Cléo (Carry on Cleo) de Gerald Thomas : Marc-Antoine
- 1967 : Don't Lose Your Head de Gerald Thomas : Sir Rodney Ffing
- 1968 : Carry On... Up the Khyber de Gerald Thomas : Sir Sidney Ruff-Diamond

### Télévision
(séries)
- 1956 : Robin des Bois (The Adventures of Robin Hood), saison 2, épisode 12 Outlaw Money : Maître Henri
- 1956-1960 : Hancock's Half Hour, saisons 1 à 6, 55 épisodes : Sidney Balmoral James
- 1960-1962 : Citizen James, saisons 1 à 3, 32 épisodes : Sidney Balmoral James
- 1966-1968 : Georges et le Dragon (George and the Dragon), saisons 1 à 4, 26 épisodes : George Russell
- 1971-1976 : Bless This House, saisons 1 à 6, 65 épisodes : Sid Abbott